# Caracas

Caracas er Venezuelas hovedstad og største by med ca. 4,6 millioner indbyggere. Byen er placeret i den nordligste part af landet nær det Caribiske Hav, beliggende i en bjergdal. Det meste af byen ligger derfor i en højde af 760 til 910 meter over havets overflade.
Byen har blandt andet en ret veludviklet undergrundsbane, indviet i 1983, og landets største lufthavn.

## Historie
Caracas blev grundlagt i 1567 under navnet Santiago de León de Caracas af den spanske opdagelsesrejsende Diego de Losada. Tidligere, i 1562, havde en spansk kolonist forsøgt at etablere byen, men var hurtigt blevet udstødt af de lokale stammer, der på det tidspunkt befolkede området.
Et jordskælv den 26. marts 1812 ødelagde byen.
Med den øgede udvinding af olie i første halvdel af det 20. århundrede, voksede byen frem som et økonomisk center.